# Arquieparquia uniata de Smolensk
Arquieparquia de Smolensk, também Smoleńsk dos Rutenos, foi uma arquieparquia da metrópole de Kiev, Galícia e Toda a Rutênia na Igreja uniata rutena de 1625 a 1778. Estava situada na Comunidade Polaco-Lituana no que é hoje o Oblast de Smolensk da Federação Russa. Usava o Rito Bizantino em seus serviços. Também era conhecida como Arquidiocese Católica Rutena de Smolensk.

## História
Foi estabelecida em 1625 no território da Comunidade Polaco-Lituana, anteriormente sem jurisdição católica rutena adequada. No início de 1611, depois que Smolensk foi ocupada pelo exército polonês no mesmo ano, foi estabelecida a Diocese Católica Romana de Smolensk, mas em 1654 Smolensk voltou a ser uma cidade russa e tanto os bispos católicos romanos quanto os católicos gregos tiveram que ir para o território polonês. A eparquia se tornou uma sé titular.
Foi suprimida em 1778, sem uma jurisdição sucessora, após a morte de seu último titular (território formalmente unido à Arquieparquia de Polatsk-Vitebsk).